# 不愉快的果實
《不愉快的果實》為日本作家林真理子創作的小説。小説於《週刊文春》1995年11月23日號1996年6月27日號連載。1996年10月由文藝春秋出版單行本，2001年1月出版文春文庫版。小說出版後，TBS電視台於1997年改編為11集連續劇，播出日期為10月9日至12月18日，中園美保、小野澤美曉編劇，生野慈朗、片山修及近藤誠執導，石田百合子主演。其他參與演出的演員有前偶像團體男闘呼組團員岡本健一、渡邊一惠、橫山惠等人。同年10月18日改編電影上映，筒井久美編劇，成瀨活雄執導，由南果步主演。其他參與演出的演員有鷲尾依沙子、鈴木一真、根津甚八、余貴美子等人。本條目僅介紹2016年改編連續劇。

## 小説故事概要
32歲女主角水越麻也子與結婚6年的丈夫航一生活並不美滿，還與昔日戀人野村有不倫關係。之後麻也子認識了年紀比自己小的音樂評論家通彥，兩人開始交往。麻也子與通彥的關係越來越密切，致使麻也子與航一的婚姻走上終結之路，與航一離婚之後，與通彥正式結婚。但之後與通彥的結婚生活也不順利，幸福生活幻滅的麻也子，再次與野村私下密會...

## 2016年連續劇
《不愉快的果實》，2016年4月29日起，毎週五深夜11:15－12:15（JST）於朝日電視台的週五晚間連續劇時段播出，栗山千明主演。特別劇《不愉快的果實特別篇～第3年的外遇～》預定於2017年1月播出。

### 登場人物
- 水越麻也子：栗山千明

航一的妻子。津久井法律事務所秘書。舊姓川西。
- 工藤通彥：市原隼人

古典音樂評論家。
- 水越航一：稻垣吾郎

麻也子的丈夫，大型金屬製造公司營業部課長。
- 水越綾子：萬田久子
- 遠山茂：六角精兒
- 竹田久美：高梨臨
- 津久井哲史：光石研
- 野村健吾：成宮寬貴
- 遠山玲子：橋本愛實

### 其他人物
- 工藤早苗：名取裕子（第6集、完結篇）

通彥的母親。舊姓田中，婚禮策劃公司的負責人。
- 工藤雅之：堀内正美（第6集、完結篇）

通彥的父親。
- 南田典雄：松尾諭（第1集）

律師。麻也子的備胎對象。
- 關口真希：藤本泉

津久井法律事務所的新進員工。
- 古川徹：奥村秀人

津久井法律事務所的司法實習生。
- 山岸亮介：多和田秀彌[6]

玲子的外遇對象。體能指導員。
- 遠山遥斗：嶺岸煌櫻

玲子與阿茂的兒子。
- 野村：藤本悠希（第3集）

健吾的兒子。
- 高木：佐藤萬五郎（第1集－第3集）

航一的部下。
- 尾崎：結城貴史（第3集、第4集）

玲子的外遇對象。
- 造型師：中林大樹（第5集）

玲子的外遇對象。

### 特別篇登場人物
- 相馬宏人：山本裕典

農產品供應商。至久美的酒吧送貨時，認識了麻也子。
- 神崎葵：南澤奈央

音樂大學學生。通彥於該校擔任兼職講師。
- 夏希：MEGUMI

出現在麻也子面前的神謎女子。

### 製作團隊
- 原作：林真理子（文春文庫）
- 劇本：江頭美智留、小山正太
- 製作統括：橫地郁英（朝日電視台）
- 製作人：川島誠史（朝日電視台）、木曽貴美子（MMJ）
- 導演：樹下直美、星野和成
- 製作：朝日電視台、MMJ

### 播出日程（2016年版）
| 集數                                                  | 播出日期              | 標題                                                                    | 編劇                | 導演     | 收視率 |
| ----------------------------------------------------- | --------------------- | ----------------------------------------------------------------------- | ------------------- | -------- | ------ |
| 1                                                     | 2016年4月29日         | 妻たちの恋...夫への復讐 妻子們的戀情...對丈夫的復仇                     | 江頭美智留          | 樹下直美 | 8.2%   |
| 2                                                     | 2016年5月6日          | 箱根で禁断の一夜 箱根充滿禁忌的一夜                                     | 江頭美智留          | 樹下直美 | 7.4%   |
| 3                                                     | 2016年5月13日         | 五角関係の結末 五角關係的結局                                           | 小山正太 江頭美智留 | 星野和成 | 7.7%   |
| 4                                                     | 2016年5月20日         | 夫と姑のお仕置き 丈夫與婆婆的懲罰                                       | 江頭美智留          | 小松隆志 | 7.2%   |
| 5                                                     | 2016年5月27日         | 裏切りのバーベキュー 背叛的烤肉聚會                                     | 清水友佳子          | 樹下直美 | 6.5%   |
| 6                                                     | 2016年6月3日          | 最終章 禁断の愛、衝撃の結末！ 最終章 禁忌之愛，驚人的結局！             | 江頭美智留          | 星野和成 | 8.6%   |
| 完結篇                                                | 2016年6月10日         | 新しい夫の秘密...禁断の愛、完結！ 新婚丈夫的秘密...禁忌之愛就此結束！   | 江頭美智留          | 樹下直美 | 8.3%   |
| 特別篇                                                | 2017年1月6日、1月13日 | 不機嫌な果実スペシャル〜3年目の浮気〜 不愉快的果實特別篇～第3年的外遇～ | 江頭美智留          | 小松隆志 |        |
| 平均收視率 % （收視率由Video Research於關東地區統計） |                       |                                                                         |                     |          |        |

2017年1月6日・1月13日	不機嫌な果実スペシャル〜3年目の浮気〜	江頭美智留	小松隆志

## 外部連結
- 不愉快的果實－TBS官方網站 （页面存档备份，存于）（1997年版）
- 週五晚間連續劇 不愉快的果實－朝日電視台官方網站 （页面存档备份，存于）（2016年版）
- 不愉快的果實 - KINENOTE（日語）（1997年版）
- 不愉快的果實 - Movie Walker（1997年版）